# Mega Man Battle Chip Challenge
Mega Man Battle Chip Challenge (ロックマンエグゼ バトルチップGP, Rockman.EXE Battle Chip GP) est un jeu vidéo de type cartes à collectionner développé par Inti Creates et Capcom Production Studio 2 et édité par Capcom en 2003 sur Game Boy Advance et WonderSwan Color. Il est réédité en 2014 sur la console virtuelle de la Wii U.

## Accueil
- Electronic Gaming Monthly : 5,7/10[1]
- Game Informer : 6/10[2]
- GameSpot : 8,2/10[3]
- GameSpy : 2/5[4]
- IGN : 4/10[5]
- Nintendo Power : 3,3/5[6]